# 日本とパナマの関係
日本とパナマの関係（にほんとパナマのかんけい、スペイン語: Relaciones Japón-Panamá、英語: Japan–Panama relations） では、日本とパナマの関係について概説する。

## 両国の比較
|               | パナマ                    | 日本                           | 両国の差                |
| ------------- | ------------------------- | ------------------------------ | ----------------------- |
| 人口          | 424万6439人（2019年）     | 1億2626万人（2019年）          | 日本はパナマの約29.7倍  |
| 国土面積      | 7万5517 km²               | 37万7972 km²                   | 日本はパナマの約5倍     |
| 人口密度      | 56 人/km²（2018年）       | 347 人/km²（2018年）           | 日本はパナマの約6.2倍   |
| 首都          | パナマシティ              | 東京都                         |                         |
| 最大都市      | パナマシティ              | 東京都区部                     |                         |
| 政体          | 大統領制 共和制           | （民主制）議院内閣制           |                         |
| 公用語        | スペイン語                | 日本語（事実上）               |                         |
| 通貨          | 米ドル バルボア           | 日本円                         |                         |
| 国教          | なし                      | なし                           |                         |
| 人間開発指数  | 0.789                     | 0.919                          |                         |
| 民主主義指数  | 7.05                      | 7.99                           |                         |
| GDP（名目）   | 668億80万米ドル（2019年） | 5兆819億6954万米ドル（2019年） | 日本はパナマの約76倍    |
| 一人当たりGDP | 15731米ドル（2019年）     | 40246.9米ドル（2019年）        | 日本はパナマの約2.6倍   |
| 経済成長率    | 3.0%（2019年）            | 0.7%（2019年）                 |                         |
| 軍事費        | 1億1160万米ドル（1999年） | 476億902万米ドル（2019年）     | 日本はパナマの約426.6倍 |

## 歴史

### 万延元年遣米使節
日本人で最初にパナマと交流を持ったのは、日米修好通商条約の批准書交換のため、江戸幕府により米国ワシントンD.C.に向かわされていた77名からなる使節団「万延元年遣米使節」の人々である。彼らは米国軍艦ポーハタン号にて太平洋を渡ってサンフランシスコに一時停泊した後、パナマを訪問。当時まだパナマ運河は開通していなかった事から大西洋側のアスピンウォール（現在のコロン）まではパナマ地峡鉄道の特別に用意された汽車で移動し、大西洋に出てワシントンD.C.やニューヨークを目指した。汽車に乗った際、副使を務めていた村垣範正は、「やがて蒸気盛んになれば、今や走り出んとかねて目もくるめくやうに聞きしかば、いかがあらんと舟とは変わりて案じける内、凄まじき車の音して走り出たり」と記している。 なお、当時パナマは大コロンビアの一地域であり、独立国ではなかった。

### パナマ運河

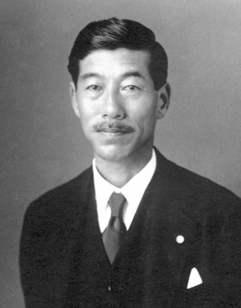
青山士。日本人で唯一パナマ運河掘削に携わった。

その後、パナマ運河が完成すれば太平洋と大西洋は容易に接続されるという経済的重要性から、アメリカ合衆国はパナマの独立を画策。バナナ戦争や千日戦争などの戦争を通じて大コロンビアは疲弊し、1903年にはアメリカの支配下ながらも独立を果たす。すると日本はパナマを国家承認し1904年に外交関係が樹立された。パナマにとって、日本は国交を結んだアジアで最初の国となった。
パナマ独立後、パナマ運河はアメリカ合衆国主導で建設が進められた。しかし日本の土木技師である青山士は、広井勇やコロンビア大学教授W. H. バーの紹介で渡米しパナマ運河工事委員会に勤務。測量士としての参加で、パナマ運河掘削に携わった唯一の日本人である。

### 外交史
日本は1918年にパナマに領事館を開設し、今井忠直が初代領事となった。その後、1938年に特命全権公使に昇格し、初代公使は越田西一郎が務めた。しかし第二次世界大戦ではパナマはアメリカ合衆国との緊密な関係を維持したため、日本との関係は悪化。真珠湾攻撃の後、パナマは直接戦闘には参加しないながらも日本に宣戦布告した。
戦後、サンフランシスコ平和条約の批准を経て1953年に外交関係再開。相互の公使館が再設置されたほか、戦前から神戸市に所在し1931年以降閉鎖されていた在神戸パナマ領事館も旧ヒルトン邸を利用して再開され、その後、在神戸パナマ総領事館として総領事館に格上げされた。
1962年それまでの公使館に代わって相互に大使館が設置され、パナマシティに在パナマ日本国大使館が、東京に駐日パナマ大使館が開設した。

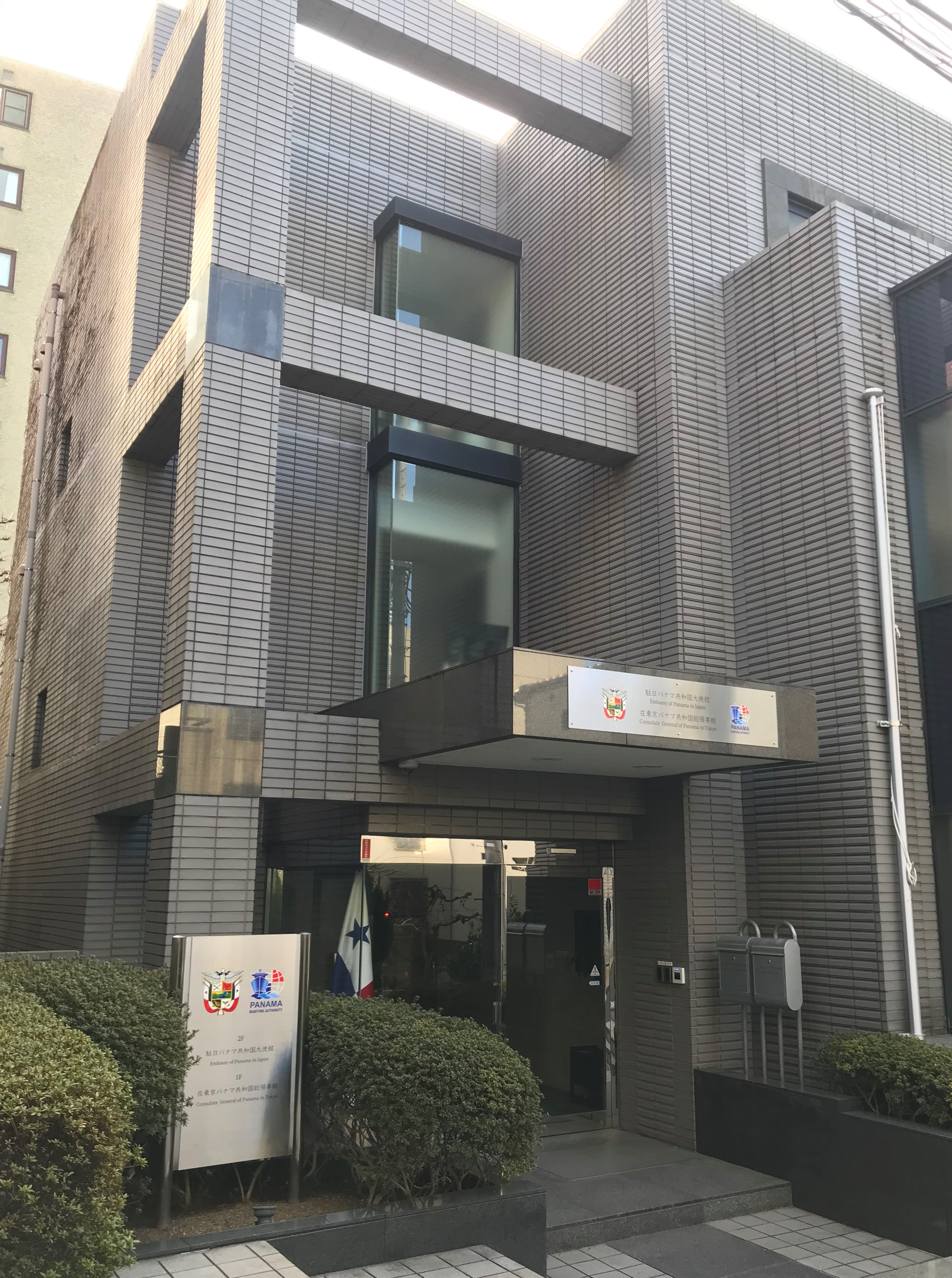
駐日パナマ大使館が入居する六本木アシャラ・ヒルズ・ビル（東京）
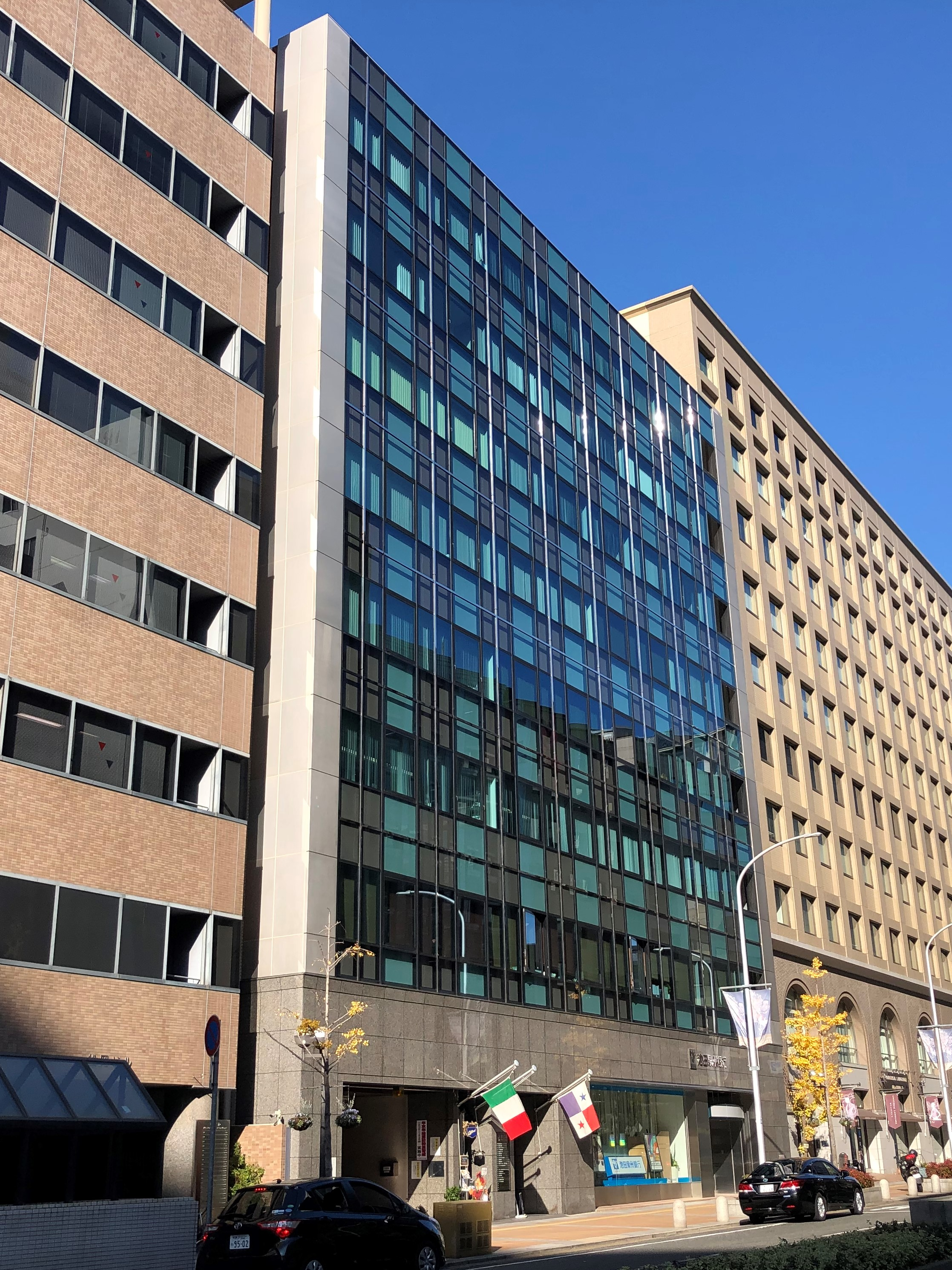
在神戸パナマ総領事館が入居する山本ビル（神戸市）

## 外交
パナマ運河を有するパナマは日本にとって経済的に重要な国であり、その情勢は注視されることから外交でも繋がり深い。要人往来も活発である。

### 訪日

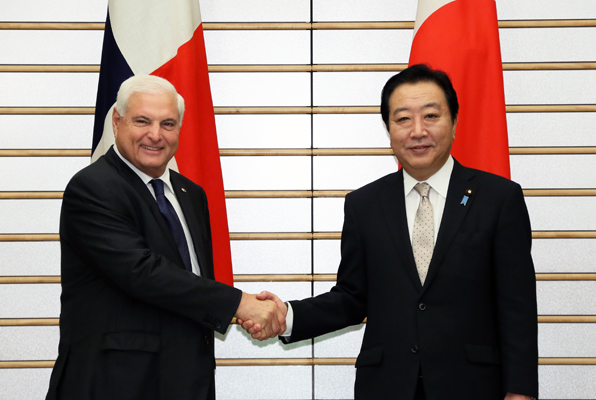
2012年10月、日本の官邸にて握手する日本の総理大臣の野田（右）と、パナマ大統領のリカルド・マルティネリ・ベロカル（左）

1980年にはパナマの大統領として初めてアリスティデス・ロヨが訪日。その後1984年には次期大統領が決まっていたニコラス・アルディート・バルレッタ・ヴァラリノが、1990年にはギジェルモ・エンダラが、1995年にはエルネスト・ペレス・バラダレスが大統領として訪日を実施した。
近年では、2012年10月にパナマの大統領のリカルド・マルティネリが日本を訪問。野田佳彦との首脳会談では尖閣諸島における日本の立場を支持し、日本の常任理事国入りにも賛成の立場を表明している。
その後、両国ともに政権交代が起こったが友好関係は維持され、安倍晋三はニューヨーク訪問中に新大統領フアン・カルロス・バレーラと首脳会談を実施。大規模なパナマ運河拡張計画に日本も協力の意を示すなど、海事分野で友好をアピールした。2016年4月には複数のパナマ閣僚を連れてフアン・カルロス・バレーラが訪日を実施し、再び安倍晋三と首脳会談を開いて、パナマシティにおける交通渋滞を緩和する都市交通パナマメトロの3号線に日本のモノレール技術の利用が決まった。2019年4月の訪日と首脳会談では、それについての感謝がバレーラ大統領から述べられている。また、その一年前の2018年には国際連合本部内で、安倍晋三とバレーラ大統領は10分程度の懇談を実施していた。
2019年10月には令和の即位の礼に際して、新たに大統領となったラウレンティノ・コルティソが初訪日。安倍晋三と会談を実施した。

### パナマ訪問

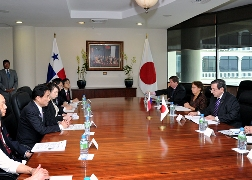
日・パナマ外相会談（2013年5月）

総理大臣のパナマ訪問はない。ただしパナマとの良好な外交関係維持は経済的に重要であり、日本要人が何度もパナマ訪問を実施している。
近年では、2013年5月に日本の外務大臣として初めて岸田文雄がパナマを訪問、表敬したリカルド・マルティネリから歓迎を受けている。また、外相会談を行ってパナマシティのパナマメトロに日本のモノレールを導入する計画が協議されたほか、今後日本がシェールガスを米国から輸入する際の輸送路になるパナマ運河を視察し、通航料の値上げ抑制を要請した。
2016年11月には日本の経済産業大臣として初めて世耕弘成がパナマを訪問。日本のモノレール技術が導入されるパナマメトロ3号線について協議が行われた。
式典では、2003年のパナマ独立100周年記念式典に特派大使として参議院議員の真鍋賢二が、2004年のマルティン・トリホスの大統領就任式には経済産業副大臣の泉信也が、2009年のリカルド・マルティネリの大統領就任式には参議院議員の若林正俊が、2014年のフアン・カルロス・バレーラの大統領就任式と2016年の拡張パナマ運河開通式には特派大使として日・パナマ友好議員連盟会長の衛藤征士郎が、2019年のラウレンティノ・コルティソの大統領就任式には衆議院議員の西村明宏がパナマを訪問した。

## 経済交流

### 経済支援
日本はアメリカ合衆国とも並ぶパナマの主要援助国であり、2017年までに3000億円以上の援助を実施。
近年で最も代表的なものはパナマメトロ3号線のモノレール建設のための技術提供および円借款であり、さらに2020年には約920億円で日立製作所と三菱商事がモノレール建設を正式受注した。一方でパナマは一人当たりの所得が先進国に近く、中南米でも豊かな国であることを反映し、無償資金協力は少ない。

### 貿易

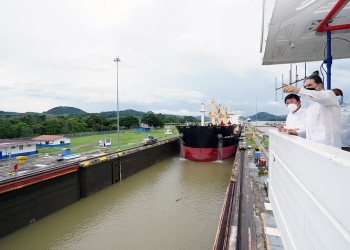
運河担当大臣のロヨ（手前）の説明を受けつつパナマ運河を視察する、日本の外務大臣茂木敏充（奥）。

貿易関係は、パナマの2019年対日貿易は輸出147億円に対し輸入額6646億円と、慢性的なパナマの大幅赤字となっている。その原因は、海洋国家であるパナマが日本から必要不可欠な船舶を大量輸入している事が挙げられ、ほかにも自動車や石油製品などが主要輸入品である。一方、パナマが日本に輸出する商品も船舶である。
重量ベースで、日本はパナマ運河の主要利用国であり、以前はアメリカ合衆国、中国、チリに次いで長らく世界第四位であったが、米中貿易摩擦が顕在化してからは第二位に急浮上している。2019年時点で、パナマ運河を通過する貨物の13.5%が日本を起終点としていた。日本は貿易立国である事から、スエズ運河と並び日本の生命線とも称される。

### パナマ文書
2015年、匿名でドイツの新聞社・南ドイツ新聞に、租税回避行為に関する一連の機密文書「パナマ文書」がリークされた。パナマ文書には、課税を逃れている者のリストに多数の各国要人が含まれていた事から日本の政治家も関心を寄せ、当時官房長官であった菅義偉は日本企業への影響を鑑み政府調査は実施しないと述べる一方、財務大臣の麻生太郎は「事実なら課税の公平性を損なう問題」と懸念を示している。結果としてはリストに政治関係者の名前は含まれていなかったものの、日本在住者や日本企業が株主や役員として記載された回避地法人は270にも上り、大手商社の丸紅や伊藤忠商事なども含まれていたことから波紋を呼んだ。最終的には、パナマ文書を発端として31億円の申告漏れが発覚、自主的な修正申告も含め申告漏れの総額は40億円弱に上った。
これら一連の問題を受けて、日本政府は課税逃れを防ぐためパナマと租税に関する協定の締結を模索。2016年5月23日、財務省はパナマと税務情報を交換する協定を締結することで合意した。パナマが2国間で租税協定を結ぶのは、日本が初めてである。これにより国税庁は、パナマにある日本人の銀行口座情報を定期的に把握できるようになり、個人番号と併せて課税逃れを封じ込めやすくなる。

## 文化交流
日本からの2016年までの文化無償資金協力は8億円を超えており、文化的にも重要なパナマ援助国となっている。青年海外協力隊の派遣も1989年の取り極め以降、積極的に行われてきた。パナマの最高学府であるパナマ大学には日本語クラスが開設されており、それに対し機材の提供など支援が実施された。
リゾート地としての人気も増しつつあり、2013年には4515人の日本人がパナマを観光に訪れた。一方で、パナマ人の日本の訪問はごく僅かである。
スポーツ面では、日本とパナマは野球が共通して人気スポーツである。そのことからパナマ人野球選手が日本のプロ野球界で数名活躍しており、フリオ・ズレータは福岡ソフトバンクホークスと千葉ロッテマリーンズに、マニー・アコスタは読売ジャイアンツに、ベン・オグリビーは近鉄バファローズに、フェルナンド・セギノールは北海道日本ハムファイターズと東北楽天ゴールデンイーグルスに所属経験がある。サッカーでは、ホルヘ・デリー・バルデスがセレッソ大阪、鳥栖フューチャーズ、コンサドーレ札幌、大宮アルディージャ、川崎フロンターレなど数々の有力チームに所属した。